# Kleverskerke
Kleverskerke es una localidad del municipio de Middelburg, en la provincia de Zelanda (Países Bajos). Está situada unos 4 km al noreste de la capital municipal.
Hasta 1857, fecha de su adhesión a Arnemuiden, tuvo municipio propio.